# Менеджмент знаний
Менеджмент знаний (англ. knowledge management), также управление знаниями — это систематические процессы по созданию, сбору, накоплению, сохранению, распределению и применению знаний.
В современных компаниях в менеджменте знаний используются две стратегии управления знаниями: ориентированную на кодификацию знаний и ориентированную на персонализацию знаний.

## История концепции менеджмента знаний
Теория нового общества получает своё развитие в работах Э. Тоффлера, где в качестве символической даты начала новой цивилизации — Третьей Волны, главными ценностями которой являются знания и информация, автор указывает 1956 год. Данной проблеме посвящается также ряд работ Д. Белла, М. Маклюэна и Ё. Масуды.
Чуть позже, в 1970-х годах, начинают разрабатываться информационные основы менеджмента знаний в трудах В. М. Глушкова, Ю. А. Шрейдера, Р. С. Гиляревского, Л. С. Козачкова, а на рубеже 1980—1990-х годов в Швеции, США и Японии практически одновременно зарождаются три разных подхода к концепции «менеджмента знаний», получившие в дальнейшем соответствующие названия — cкандинавский, или европейский, американский и японский. В 1977 году Роберт Фримэн писал: «…выражение „управление знаниями“ недавно превратилось в новую область, вызывающую озабоченность в области государственного управления…». В 1986 Карл Вииг и его группа представили разработанные ими концепции по управлению знаниями на конференции, спонсируемой Международным бюро труда ООН.
В 1990 году в книге «Пятая дисциплина: Искусство и практика самообучающейся организации» Питер Сенге представляет концепцию обучающейся организации — компании, способной к непрерывному самообучению. Менеджмент знаний выходит на практический уровень: в 1991 году в шведской страховой компании «Скандия» официально утверждается пост директора по менеджменту знаний (англ. Chief Knowledge Officer). Большой вклад в развитие концепции менеджмента знаний в 1995 году вносит работа И. Нонаки и Х. Такэути «Компания-создатель знания: Зарождение и развитие инноваций в японских фирмах».
Все последующие годы вплоть до сегодняшнего дня можно охарактеризовать как период широкого распространения концепции менеджмента знаний во всех сферах деятельности, включая науку и образование. На этом этапе происходит непосредственное формирование «технологии менеджмента знаний» как совокупности определённых методов, приемов и программно-технологических средств, для обеспечения свободной циркуляции знаний и их генерации.
В 1990-х годах появляются многочисленные публикации о менеджменте знаний в сети Интернет, создаются специализированные сайты и журналы. В зарубежных вузах впервые становится возможной специализация по менеджменту знаний (Harvard Business School, George Mason University, the University of California-Berkeley’s School of Information Management Systems), а в Бизнес-школе Хаас Университета Калифорнии происходит учреждение первой кафедры по знанию, первым профессором которой назначается Икуджиро Нонаки.
В 1998 году выходит книга Т. Давенпорта и Л. Прусака «Рабочее знание: Как организации управляют тем, что они знают» . В это же время в Парламенте Швейцарии происходит запуск проекта по менеджменту знаний, целью которого является создание системы менеджмента знаний и её использования на уровне правительственных учреждений.
В 1999 году возникает Институт менеджмента знаний — коммерческий исследовательский консорциум, в состав руководящих сотрудников которого входят такие специалисты как Крис Ньюэлл, Лоуренс Прусак, а также Дэвид Смит, консультант по вопросам менеджмента знаний в IBM Global Services. Повсеместно увеличивается количество проводимых конференций, посвященных менеджменту знаний. В России в этот период выходит сборник «Новая постиндустриальная волна на Западе» под редакцией В. Л. Иноземцева, а чуть позже в журнале «Вопросы экономики» публикуется статья первого заместителя Института экономики РАН, доктора экономических наук Б. Мильнера.
В 2001 году происходит запуск первого российского портала по менеджменту знаний и выход книги А. Л. Гапоненко «Управление знаниями».
2003 год ознаменовался для России появлением монографии И. Нонаки и Х.Такэути на русском языке, а также публикацией работы Б. З. Мильнера «Управление знаниями: эволюция и революция в организации» .
Сегодня в России и за рубежом существует большое количество различных монографий, публикаций, интернет-порталов, посвященных в той или иной форме концепции менеджмента знаний. Регулярно проводятся конференции, создаются форумы для обсуждения проблем и перспектив внедрения технологии менеджмента знаний в организациях. Это свидетельствует о том, что менеджмент знаний, находясь на стыке различных дисциплин, и его изучение предмет работы многих исследователей по всему миру.

## Знания
Знания не только представляют собой самостоятельную ценность, но и порождают мультипликативный эффект по отношению к другим факторам производства, воздействуя на уровень эффективности их применения. Таким образом, в современной экономике источником конкурентных преимуществ становится не выгодная рыночная позиция, а сложные для репликации знания как активы и способ их размещения. Причем в центре внимания здесь находится не создание знаний, а их движение и использование в организации.
Информация и знания, составляющие основу интеллектуального капитала, обладают рядом специфических характеристик в отличие от денежных, природных, трудовых и технических ресурсов организации. Например, между затратами на знания на входе и объёмом знаний на выходе нет значимого экономического соответствия. Так, менеджмент знаний может восприниматься как новая парадигма интеллектуального менеджмента.
Это необходимая информация, используемая по определённым правилам и в соответствии с определёнными процедурами и с учётом отношения к ней(понимание, одобрение, игнорирование, согласие, отрицание и т. д.) использующих её людей. Сегодня организационные знания рассматриваются одновременно и как информационный запас, и как поток (движение этой информации).
Менеджмент знаний является своеобразным подходом к управлению интеллектуальной собственностью обучающегося стратегического альянса.

## Модели знаний
Девенпорт и Прусак утверждают что «знание — это сочетание оформленного опыта, ценностей, контекстной информации и взглядов экспертов, которое даёт схему для оценки и объединения нового опыта и информации. В организациях они зачастую попадают не только в документы или хранилища, но и в организационные процедуры, процессы, практику и нормы».
Икуджиро Нонака была разработана спираль знаний — модель, объясняющая как при создании новых знаний явные и неявные знания взаимодействуют в организации благодаря четырём процессам их преобразования:
1. социализации (генерация в сообществах людей новых неявных знаний на основе существующих неявных знаний с помощью применения различных видов обучения, например, обучение по образцу);
2. экстернализации (выявление неявных знаний и их фиксации в явной форме);
3. комбинации (генерация новых явных знаний путем комбинирования известных явных знаний и выполнения над ними других операций);
4. интернализации (обучение явным знаниям, их усвоение и формирование таким способом внутренних неявных знаний людей)[11].

В процессе социализации происходит невербальная передача скрытого знания от одного члена организации к другому, например, с помощью наблюдения одного человека за другим. Экстернализация представляет собой процесс извлечения скрытого знания в явное способом вербализации, применения различных метафор и аналогий. Комбинирование — это передача явных, кодифицированных знаний от одного человека другому при помощи книг, газет, лекций, компьютерных технологий, а интернализация — превращение явного знания в скрытую форму, например, посредством практического выполнения какой-то деятельности.
Основное внимание авторы уделяют неформализованному знанию — предчувствию, пониманию, догадкам, эмоциям, идеалам. Данный вид знаний позволяет организации решать многие важные задачи, дает возможность увидеть фирму как живой организм, а не как машину для обработки информации. В связи с этим стремление многих современных организаций перевести неявные знания в формализованные не будет иметь такого результата, как в случае существования этих знаний в своей первоначальной форме.
В зависимости от целей и задач, управления знаниями, кто, как в каких условиях управляет знаниями, модель управления знаниями может отличаться. Однако, вне зависимости от направления движения информационных потоков, менеджмент знаний должен обеспечивать контроль за осуществлением следующих процессов:
1. структуризация, кодификация и идентификация знаний;
2. создание новых знаний;
3. использование имеющихся знаний при принятии решений;
4. воплощение знаний в продуктах и услугах;
5. передача существующих знаний;
6. поддержание целостности знаний, защита знаний;
7. обеспечение доступа к необходимым знаниям процессам, системам и людям;

Последовательное чередование четырёх процессов — социализация, экстернализация, комбинация, интернализация — создает спираль знаний. Таким образом, центральная задача менеджеров, это эффективное применение этой спирали.
Для организаций Нонаки и Такэути ввели понятие модели организации, в которой управление проходит путь «из центра—вверх—вниз», где в центре событий находятся менеджеры среднего звена. Именно средний менеджмент являются проводником идей между оторванными от реальности руководителями высшего звена и приземленной, рутинной деятельностью рядовых сотрудников.\
Для научного знания как отрасли используется формирование деликт-менеджмент.

## Система знаний
Система менеджмента знаний — это набор повторяемых на регулярной основе управленческих процедур для сбора, хранения, распространения и использования знаний, для достижения целей и задач.
В статье «Концепция управления знаниями в современных организациях» Б. З. Мильнер. выделяет три основных компонента, системы менеджмента знаний:
- человеческие;
- технологические;
- организационные.

В системе менеджмента знаний можно выделить три компонента управления знаниями
- Выделение знаний
- Обмен знаниями
- Трансфер

Человек центр управления знаниями, человеческие ценности, уровень связей и человеческий фактор в целом создает или разрушает систему менеджмента знаний. Люди определяют как будет устроенна система менеджмента знаний. Человеческие взаимодействия и отношения называются «социальным капиталом».
Технологии автоматизируют и упрощают управление знаниями, но одни только технологии не могут разрешить проблемы знания или обмена знаниями.
Организационные знания — это знания, на которых основаны способности человека или организации к изменениям с целью выживания и развития. Организационные знания включают в себя спектр принципов, фактов, навыков, правил, методов, обеспечивающих деятельность человека или организации. Структура организационных знаний состоит из: практических, теоретических, стратегических, коммерческих и производственных знаний. Перечисленные элементы основаны на использовании уже рассмотренных процессов — создании, хранении, использовании и распространении знаний.
В результате из знаний образуются компетенции и формируются компетентности, которые помогают решать задачи и добиваться целей.

## Система менеджмента знаний в стратегическом управлении университетом[14]
Менеджмент знаний (МЗ) является распространенной практикой в операционной повседневной деятельности университета. Инструменты, входящие в СМЗ, такие как сетевые диски, веб-сервисы совместной работы и мессенджеры активно используются преподавателями в учебном процессе. Фрагментарное применение отдельных методов и технологий МЗ, как правило, не обозначается исследователями как СМЗ. Публикации, мв которых МЗ в высшем образовании выделяется в самостоятельную область исследования, можно классифицировать по задачам МЗ. Учитывая множественность задач и направлений деятельности университета, полный список задач будет огромным, поэтому в качестве примера выделим только несколько: разработка инноваций, поддержка индустриального и бизнес-партнерства, обеспечение технологического преобразования университета, развитие электронного обучения, обучение слушателей менеджменту знаний. Проведенный Quarchioni et al обзор исследований практик МЗ указывает на шесть основных концептуальных подходов к исследованию СМЗ в университетах:
1. управление интеллектуальными активами,
2. трансфер высокоэффективных знаний,
3. совершенствование технологий МЗ,
4. обучение МЗ,
5. производство и обмен академическими знаниями, а также
6. внедрение МЗ.

## Ключевые понятия
Спираль знаний — это модель, предложенная Икуджиро Нонака для объяснения того, как явные и неявные знания при создании (генерации нового) знаний взаимодействуют в организации благодаря четырём процессам их преобразования или способов поведения.
Обучающаяся организация — это организация, которая создает, приобретает, передает и сохраняет знания. Она гибко и адаптивно изменяется в ответ на новые знания и контекст ситуации. В ней люди постоянно расширяют свои возможности создания результатов, к которым они на самом деле стремятся, в ней взращиваются новые широкомасштабные способы мышления, в ней люди постоянно учатся тому, как учиться вместе.
Обучающееся сообщество — это неформальная группа людей, без привязки к организационной структуре, совместно обсуждающая лучшие практики, различные вопросы или навыки, о которых группа стремится побольше узнать.
Карта знаний — это процесс идентификации знаний и умений, необходимый для продажи или выработки решения.

## Стандарты

### Международные ISO

#### Для организаций и руководителей
- ISO 30401:2018: Системы управления знаниями. Требования[15]

### Российские ГОСТы

#### Для организаций и руководителей
- ГОСТ Р 53894-2016 Менеджмент знаний. Термины и определения[16]
- ГОСТ Р 54146-2010 Менеджмент знаний. Руководство для малых и средних предприятий[17]
- ГОСТ Р 54874-2016 Менеджмент знаний. Руководство по наилучшей практике для государственного сектора[18]
- ГОСТ Р 54875-2011 Менеджмент знаний. Руководство по устоявшейся практике внедрения системы менеджмента знаний[19]
- ГОСТ Р 54876-2011 Менеджмент знаний. Руководство по обеспечению взаимосвязи менеджмента знаний с культурой организации и другими организационными процессами[20]
- ГОСТ Р 54877-2016 Менеджмент знаний. Руководство для персонала при работе со знаниями. Измерение знаний[21]
- ГОСТ Р 55901-2013 Руководящие указания по обоснованию и разработке стандартов на системы менеджмента для инновационных сфер деятельности[22]
- ГОСТ Р 56848-2015/ISO/TR 13054-1:2012 Информатизация здоровья. Менеджмент знаний стандартов информатизации здоровья[23]
- ГОСТ Р 57127-2016/PAS 2001:2001 Менеджмент знаний. Руководство по наилучшей практике[24]
- ГОСТ Р 57132-2016 Менеджмент знаний. Взаимосвязь с организационными функциями и дисциплинами. Руководство по наилучшей практике[25]
- ГОСТ Р 57133-2016 Менеджмент организационной культуры и знания. Руководство по наилучшей практике[26]
- ГОСТ Р 57134-2016 Менеджмент знаний. Мастерство приобретения знаний. Руководство по наилучшей практике[27]
- ГОСТ Р 57319-2016 Менеджмент знаний. Руководство для успешного достижения целей малых предприятий[28]
- ГОСТ Р 57320-2016 Менеджмент знаний. Применение процессно-ориентированного менеджмента знаний на малых и средних предприятиях[29]
- ГОСТ Р 57321.1-2016 Менеджмент знаний. Менеджмент знаний в области инжиниринга. Часть 1. Общие положения, принципы и понятия[30]
- ГОСТ Р 57321.2-2018 Менеджмент знаний. Менеджмент знаний в области инжиниринга. Часть 2. Проектирование на основе баз знаний[31]
- ГОСТ Р 57325-2016/ISO/IEC Guide 17:2016 Менеджмент знаний. Руководство по включению в стандарты требований по учёту потребностей микро-, малых и средних предприятий[32]
- ГОСТ Р 57331-2016/PAS 1063:2006 Менеджмент знаний. Руководство по практическому применению менеджмента знаний в сетях малых и средних предприятий[33]
- ГОСТ Р 58192-2018 Менеджмент знаний. Практика применения менеджмента знаний на малых и средних предприятиях[34]
- ГОСТ Р 58544-2019 Менеджмент знаний. Руководство по развитию компетенций и организации обучения на малых и средних предприятиях[35]
- ГОСТ Р 58545-2019 Менеджмент знаний. Руководящие указания по сбору, классификации, маркировке и обработке информации[36]